# Christmas in Bethlehem
Christmas in Bethlehem är ett julalbum utgivet av den svenska popsångerskan Carola Häggkvist. Det var Carolas tredje julalbum efter Jul i Betlehem (1999) och I denna natt blir världen ny - Jul i Betlehem II (2007).

## Låtlista
1. Heaven in my Arms
2. Hark,the Herald Angels Sing (Med Aygun Beyler and Mahsa Vahdat)
3. Silent Night ("Stille Nacht, helige nacht") (Med Hans-Erik Husby)
4. Find My Way to Betlehem
5. Poor, Little Jesus (Med Gladys del Pilar)
6. O Holy Night ("Cantique de Noël") (Med Paul Potts)
7. From Heaven High
8. Good Christian Men, rejoice
9. The Little Drummer Boy (Med Blues)
10. O, Sanctissima
11. Heaven Turned out to be a Child (Med Linda Lampenius & Julian Erlandsson)
12. O Little Town of Bethlehem
13. Go, Tell It on the Mountain
14. This Very Night the World will Change (I denna natt blir världen ny)
15. O Come All Ye Faithful (Adeste Fideles)

## Listplaceringar
| Lista (2009-2010) | Topplacering |
| ----------------- | ------------ |
| Norge             | 36           |
| Sverige           | 4            |